# Villeneuve (Ain)
Pour les articles homonymes, voir Villeneuve.
Villeneuve est une commune française située dans le département de l'Ain en région Auvergne-Rhône-Alpes. Elle fait partie de la région naturelle et historique de la Dombes. Son territoire s'agrandit au XIXe siècle des anciennes communes d'Agnereins et de Chanteins. Villeneuve est notamment connue pour avoir été le lieu de l’exécution du poète et résistant René Leynaud en 1944.

## Géographie

### Localisation
La commune est située dans la région naturelle de la Dombes.

### Communes limitrophes
|                 | Francheleins                   |                            |
| Chaleins        | Villeneuve                     | Saint-Trivier-sur-Moignans |
| Ars-sur-Formans | Savigneux, Ambérieux-en-Dombes | Sainte-Olive               |

### Géologie et relief
La superficie de la commune est de 2 679 hectares ; son altitude varie entre 230 et 287 mètres.

### Hydrographie
Le territoire municipal est arrosé par la Mâtre ainsi que par ses deux affluents, les ruisseaux des Prades et la Motadet,.

### Voies de communication et transports
La commune est desservie par la ligne 119 (Bourg-en-Bresse - Villefranche-sur-Saône) des cars de l'Ain. Le bourg, traversé par la RD 936, est situé à 7 km de Saint-Trivier-sur-Moignans, chef-lieu de canton. Le territoire de la commune est coupé en deux par la ligne à grande vitesse Sud-Est selon un axe nord-sud.
Il y eut à Villeneuve une gare gérée par les tramways de l'Ain. Par la suite, son bâtiment a longtemps été occupé par un restaurant.

### Climat
Pour des articles plus généraux, voir Climat d'Auvergne-Rhône-Alpes et Climat de l'Ain.
En 2010, le climat de la commune est de type climat océanique dégradé des plaines du Centre et du Nord, selon une étude du CNRS s'appuyant sur une série de données couvrant la période 1971-2000. En 2020, Météo-France publie une typologie des climats de la France métropolitaine dans laquelle la commune est dans une zone de transition entre le climat semi-continental et le climat de montagne et est dans la région climatique Bourgogne, vallée de la Saône, caractérisée par un bon ensoleillement (1 900 h/an), un été chaud (18,5 °C), un air sec au printemps et en été et des vents faibles.
Pour la période 1971-2000, la température annuelle moyenne est de 11,8 °C, avec une amplitude thermique annuelle de 17,9 °C. Le cumul annuel moyen de précipitations est de 803 mm, avec 9,4 jours de précipitations en janvier et 7,1 jours en juillet. Pour la période 1991-2020, la température moyenne annuelle observée sur la station météorologique de Météo-France la plus proche, « St-Georges-Reneins », sur la commune de Saint-Georges-de-Reneins à 10 km à vol d'oiseau, est de 12,2 °C et le cumul annuel moyen de précipitations est de 723,2 mm,. Pour l'avenir, les paramètres climatiques de la commune estimés pour 2050 selon différents scénarios d'émission de gaz à effet de serre sont consultables sur un site dédié publié par Météo-France en novembre 2022.

## Urbanisme

### Typologie
Au 1er janvier 2024, Villeneuve est catégorisée bourg rural, selon la nouvelle grille communale de densité à 7 niveaux définie par l'Insee en 2022.
Elle est située hors unité urbaine. Par ailleurs la commune fait partie de l'aire d'attraction de Lyon, dont elle est une commune de la couronne,. Cette aire, qui regroupe 397 communes, est catégorisée dans les aires de 700 000 habitants ou plus (hors Paris),.

### Occupation des sols
L'occupation des sols de la commune, telle qu'elle ressort de la base de données européenne d’occupation biophysique des sols Corine Land Cover (CLC), est marquée par l'importance des territoires agricoles (87,3 % en 2018), une proportion sensiblement équivalente à celle de 1990 (88,1 %). La répartition détaillée en 2018 est la suivante : 
terres arables (65,4 %), zones agricoles hétérogènes (14,3 %), prairies (7,6 %), forêts (5,4 %), eaux continentales (4,6 %), zones urbanisées (2,8 %).
L'évolution de l’occupation des sols de la commune et de ses infrastructures peut être observée sur les différentes représentations cartographiques du territoire : la carte de Cassini (XVIIIe siècle), la carte d'état-major (1820-1866) et les cartes ou photos aériennes de l'IGN pour la période actuelle (1950 à aujourd'hui).

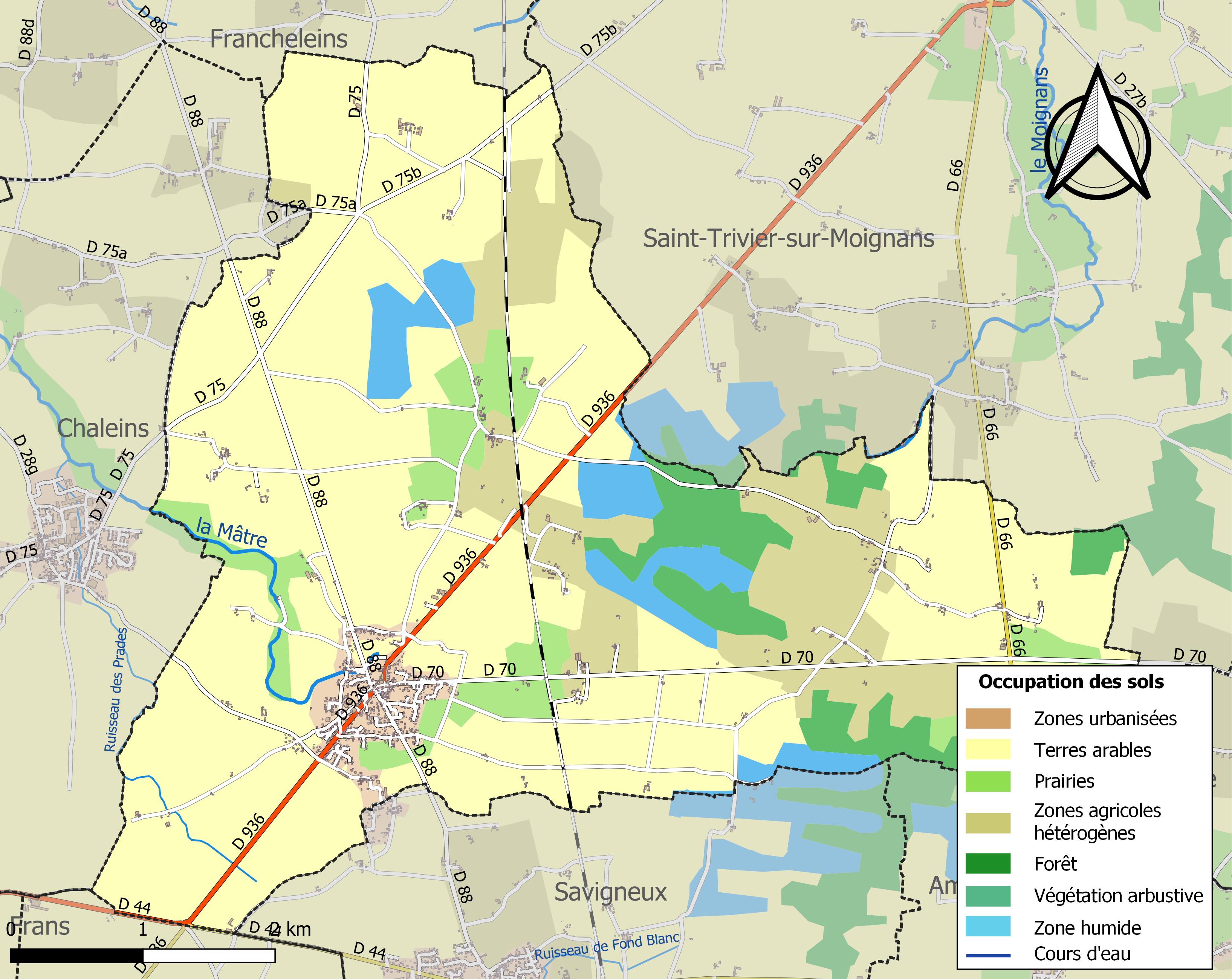
Carte des infrastructures et de l'occupation des sols de la commune en 2018 (CLC).

### Morphologie urbaine
La commune de caractère rural présente un paysage de champs ouverts conséquence du remembrement des années 1970.

### Logement
En 2009, le nombre total de logements dans la commune était de 511, alors qu'il était de 366 en 1999.
Parmi ces logements, 91,9 % étaient des résidences principales, 4,2 % des résidences secondaires et 4,0 % des logements vacants. Ces logements étaient pour 91,9 % d'entre eux des maisons individuelles et pour 8,1 % des appartements.
La proportion des résidences principales, propriétés de leurs occupants était de 82,1 %, en hausse par rapport à 1999 (75,4 %). La part de logements HLM loués vides (logements sociaux) était de 1,5 % % contre 0 % en 1999.
| 1968 | 1975 | 1982 | 1990 | 1999 | 2009 |
| ---- | ---- | ---- | ---- | ---- | ---- |
| 239  | 250  | 282  | 323  | 366  | 511  |

## Toponymie
Le nom de Villeneuve, du latin villa, et nova, « nouvelle, récente », désigne un nouveau village, créé peut-être à l´époque des grands défrichements qui atteignirent leurs apogées aux XIIIe et XIVe siècles. Villeneuve est appelé Villanova en 1250, Villa Nova en 1373, Ville Nove en 1441 et Villeneufve en 1608.
La commune se nomme Montneuf pendant la Révolution française.

## Histoire

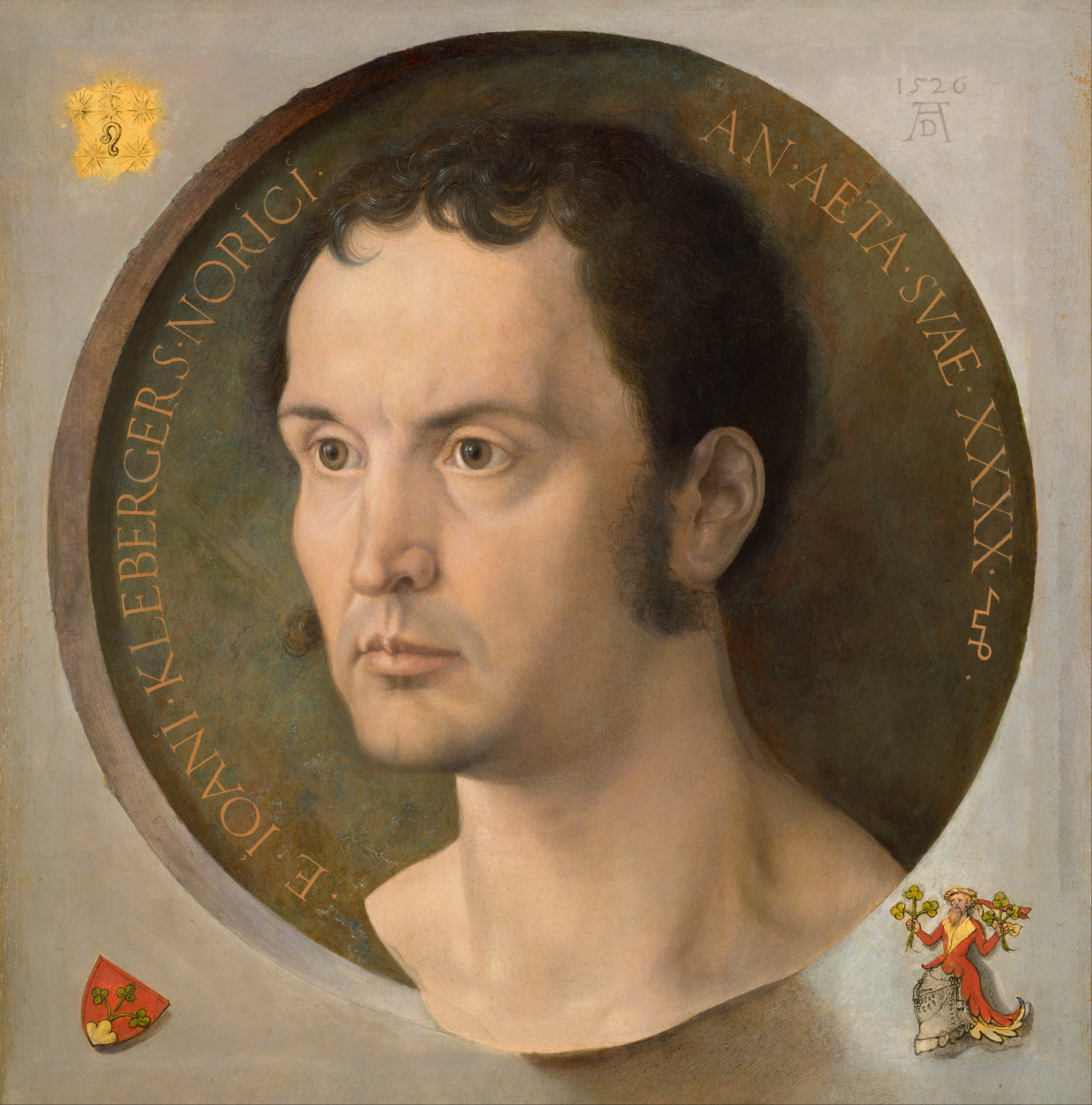
Jean Kleberger ou « L'Homme de la Roche », un temps possesseur de la seigneurie de Villeneuve vers 1543.

### Moyen Âge
Mentionné à la fin du XIe siècle, le village appartient successivement aux sires de Beaujeu puis, au XIVe siècle, aux Savoie. En effet, en 1374, Édouard II (1374-1400) sire de Beaujeu vend la seigneurie de Villeneuve à Amédée VI de Savoie pour la somme de 3 000 francs or. C'est à cette époque que sont bâtis les deux châteaux forts de Gravens (Gravains) et Mottadès. Racheté en 1406 par le duc Louis II de Bourbon, Villeneuve devient le chef-lieu d'une des douze châtellenies de la souveraineté de Dombes à laquelle il est désormais rattaché.

### Renaissance et Révolution française
En 1543, la seigneurie est la propriété de Jean Kleberger. Par la suite et jusqu'à la Révolution, elle est la possession de la famille Vincent de Panette. Demeuré un modeste bourg de campagne, Villeneuve est cédée au royaume de France en 1762 avec l'ensemble de la Dombes. En 1790, Villeneuve devient une commune du département de l'Ain. Son territoire s'agrandit en 1825 des anciennes communes d'Agnereins et de Chanteins.

### Époque contemporaine

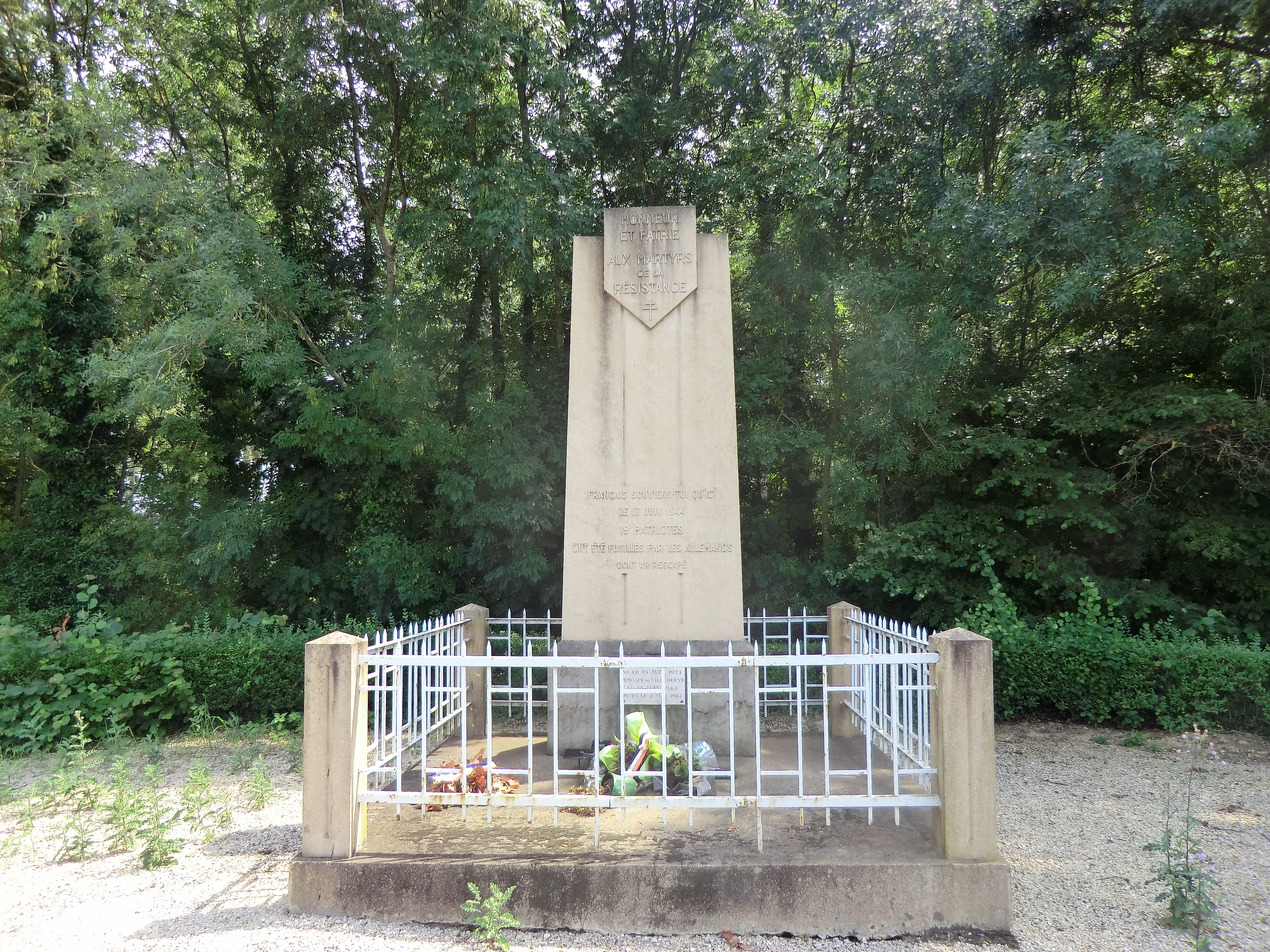
Le mémorial dressé sur le lieu de l’exécution de 1944.

Lors de la Seconde Guerre mondiale, le 13 juin 1944, 19 résistants sont fusillés par les occupants allemands, au bord de la route reliant Villeneuve à Saint-Trivier-sur-Moignans. Parmi eux, se trouvait Jean Gouailhardou, alors chef du camp Didier, le poète René Leynaud et Jacques Thoinet (ou Toinet selon les sources) qui survivra à la fusillade.
Une stèle située sur le lieu de cette fusillade commémore cet évènement.

## Politique et administration

### Administration municipale
Le nombre d'habitants au dernier recensement étant compris entre 500 et 1 499, le nombre de membres du conseil municipal est de quinze.

### Tendances politiques et résultats
| Scrutin             | Scrutin             | 1er tour | 1er tour | 1er tour | 1er tour | 1er tour  | 1er tour | 1er tour | 1er tour    | 1er tour | 1er tour | 1er tour   | 1er tour | 2d tour | 2d tour | 2d tour | 2d tour | 2d tour | 2d tour |
| Scrutin             | Scrutin             | 1er      | 1er      | %        | 2e       | 2e        | %        | 3e       | 3e          | %        | 4e       | 4e         | %        | 1er     | 1er     | %       | 2e      | 2e      | %       |
| ------------------- | ------------------- | -------- | -------- | -------- | -------- | --------- | -------- | -------- | ----------- | -------- | -------- | ---------- | -------- | ------- | ------- | ------- | ------- | ------- | ------- |
| Présidentielle 2017 | Présidentielle 2017 |          | FN       | 31,43    |          | LR        | 24,57    |          | EM          | 18,40    |          | LFI        | 10,63    |         | EM      | 47,43   |         | FN      | 52,57   |
| Présidentielle 2022 | Présidentielle 2022 |          | RN       | 34,07    |          | LREM      | 24,05    |          | LFI         | 11,81    |          | REC        | 9,81     |         | RN      | 54,80   |         | LREM    | 45,20   |
| Législatives 2022   | 4e                  |          | RN       | 29,21    |          | LR        | 25,09    |          | LFI (NUPES) | 14,78    |          | LREM (ENS) | 12,03    |         | RN      | 73,10   |         | LFI     | 26,90   |
| Législatives 2024   | 4e                  |          | RN       | 54,32    |          | HOR (ENS) | 22,55    |          | EELV (NFP)  | 12,15    |          | LR         | 9,35     |         | RN      | 60,23   |         | HOR     | 39,77   |

### Liste des maires
| Période                                  | Période      | Identité       | Étiquette   | Qualité                      |
| ---------------------------------------- | ------------ | -------------- | ----------- | ---------------------------- |
| Les données manquantes sont à compléter. |              |                |             |                              |
| 1945                                     | 1971         | Antonin Givre  | MRP puis CD | Conseiller général (1951-76) |
| 1971                                     | 1995         | Jean Chagneux  |             |                              |
| 1995                                     | 13 juin 2019 | Raymond Moussy | LR          | Retraité                     |
| 13 juin 2019                             | En cours     | David Pommier  |             |                              |

### Instances judiciaires et administratives
Villeneuve relève du conseil de prud'hommes de Bourg-en-Bresse, de la Cour administrative d'appel de Lyon, de la Cour d'appel de Lyon, de la Cour d'assises de l'Ain, du tribunal administratif de Lyon, du tribunal d'instance de Trévoux, du tribunal de commerce de Bourg-en-Bresse, du tribunal de grande instance de Bourg-en-Bresse et du tribunal pour enfants de Bourg-en-Bresse.

## Population et société

### Démographie
Les habitants sont appelés les Villeneuvois.

#### Évolution démographique
L'évolution du nombre d'habitants est connue à travers les recensements de la population effectués dans la commune depuis 1793. Pour les communes de moins de 10 000 habitants, une enquête de recensement portant sur toute la population est réalisée tous les cinq ans, les populations de référence des années intermédiaires étant quant à elles estimées par interpolation ou extrapolation. Pour la commune, le premier recensement exhaustif entrant dans le cadre du nouveau dispositif a été réalisé en 2008.
En 2022, la commune comptait 1 603 habitants, en évolution de +8,24 % par rapport à 2016 (Ain : +5,15 %, France hors Mayotte : +2,11 %).
| 1793 | 1800 | 1806 | 1821 | 1831 | 1836 | 1841 | 1846 | 1851  |
| ---- | ---- | ---- | ---- | ---- | ---- | ---- | ---- | ----- |
| 437  | 394  | 367  | 588  | 809  | 927  | 902  | 991  | 1 045 |

| 1856  | 1861 | 1866  | 1872  | 1876  | 1881  | 1886  | 1891  | 1896  |
| ----- | ---- | ----- | ----- | ----- | ----- | ----- | ----- | ----- |
| 1 073 | 995  | 1 134 | 1 140 | 1 044 | 1 063 | 1 071 | 1 028 | 1 005 |

| 1901 | 1906 | 1911 | 1921 | 1926 | 1931 | 1936 | 1946 | 1954 |
| ---- | ---- | ---- | ---- | ---- | ---- | ---- | ---- | ---- |
| 950  | 897  | 929  | 853  | 834  | 799  | 737  | 768  | 721  |

| 1962 | 1968 | 1975 | 1982 | 1990 | 1999 | 2006  | 2008  | 2013  |
| ---- | ---- | ---- | ---- | ---- | ---- | ----- | ----- | ----- |
| 746  | 689  | 630  | 733  | 845  | 939  | 1 259 | 1 353 | 1 421 |

| 2018  | 2022  | - | - | - | - | - | - | - |
| ----- | ----- | - | - | - | - | - | - | - |
| 1 521 | 1 603 | - | - | - | - | - | - | - |

#### Pyramide des âges
En 2021, le taux de personnes d'un âge inférieur à 30 ans s'élève à 39,0 %, soit au-dessus de la moyenne départementale (35,3 %). À l'inverse, le taux de personnes d'âge supérieur à 60 ans est de 18,6 % la même année, alors qu'il est de 24,3 % au niveau départemental.
En 2021, la commune comptait 797 hommes pour 772 femmes, soit un taux de 50,80 % d'hommes, légèrement supérieur au taux départemental (49,35 %).
Les pyramides des âges de la commune et du département s'établissent comme suit :
| Hommes | Classe d’âge | Femmes |
| ------ | ------------ | ------ |
| 0,7    | 90 ou +      | 1,0    |
| 3,0    | 75-89 ans    | 4,1    |
| 14,3   | 60-74 ans    | 14,1   |
| 22,9   | 45-59 ans    | 23,1   |
| 19,1   | 30-44 ans    | 19,6   |
| 18,8   | 15-29 ans    | 17,7   |
| 21,2   | 0-14 ans     | 20,2   |

| Hommes | Classe d’âge | Femmes |
| ------ | ------------ | ------ |
| 0,6    | 90 ou +      | 1,6    |
| 6,3    | 75-89 ans    | 8,1    |
| 15,5   | 60-74 ans    | 16,2   |
| 21     | 45-59 ans    | 20,4   |
| 19,8   | 30-44 ans    | 19,8   |
| 16,4   | 15-29 ans    | 15     |
| 20,4   | 0-14 ans     | 18,9   |

### Enseignement
Villeneuve est située dans l'académie de Lyon.
Elle administre une école maternelle et une école élémentaire regroupant 150 élèves en 2014-2015.

### Sports et associations
La commune de Villeneuve dispose de plusieurs associations sportives. Elles permettent la pratique du tennis, du tennis de table, du football en salle, du handball et de la boule lyonnaise. Cette dernière association organise le challenge Paulette-et-Albert-Péaud.
Le club Espérance amitiés existe depuis 1984 et sa création par Albert Péaud.

### Cultes
Au sein de l'archidiaconé « Saint-Jean-Marie Vianney (Dombes, Plaine de l’Ain, Côtière, Val de Saône) » du diocèse de Belley-Ars dans l'archidiocèse de Lyon, le territoire de la commune dépend de la paroisse de Villeneuve. Le culte catholique n'est plus célébré dans l'église de la commune mais dans les communes voisines.

## Économie

### Revenus de la population et fiscalité
En 2011, le revenu fiscal médian par ménage était de 40 464 €, ce qui plaçait Villeneuve au 2 829e rang parmi les 31 886 communes de plus de 49 ménages en métropole.
En 2009, 37,8 % des foyers fiscaux n'étaient pas imposables.

### Emploi
En 2009, la population âgée de 15 à 64 ans s'élevait à 882 personnes, parmi lesquelles on comptait 81,8 % d'actifs dont 78,0 % ayant un emploi et 3,8 % de chômeurs.
On comptait 207 emplois dans la zone d'emploi, contre 177 en 1999. Le nombre d'actifs ayant un emploi résidant dans la zone d'emploi étant de 689, l'indicateur de concentration d'emploi est de 30,0 %, ce qui signifie que la zone d'emploi offre moins d'un emploi pour trois habitants actifs.

### Entreprises et commerces
Au 31 décembre 2010, Villeneuve comptait 122 établissements : 36 dans l’agriculture-sylviculture-pêche, 4 dans l'industrie, 24 dans la construction, 53 dans le commerce-transports-services divers et 5 étaient relatifs au secteur administratif.
En 2011, 11 entreprises ont été créées à Villeneuve, dont 7 par des autoentrepreneurs.
Il y a eu à Villeneuve une assez importante fabrique de balais en bois de bouleau créée en 1862 par Nicolas Brunard : elle a perduré (de père en fils) jusqu'en 1967.

## Culture locale et patrimoine

### Monuments civils
La commune compte un monument classé aux monuments historiques :
- la maison forte de Villon. Elle date du XIVe siècle. Construite en briques, elle est classée monument historique depuis le 16 octobre 1992[39].

Les nobles de Villion sont cités en 1150. En 1378, le château est pris d'assaut par le comte de Savoie.

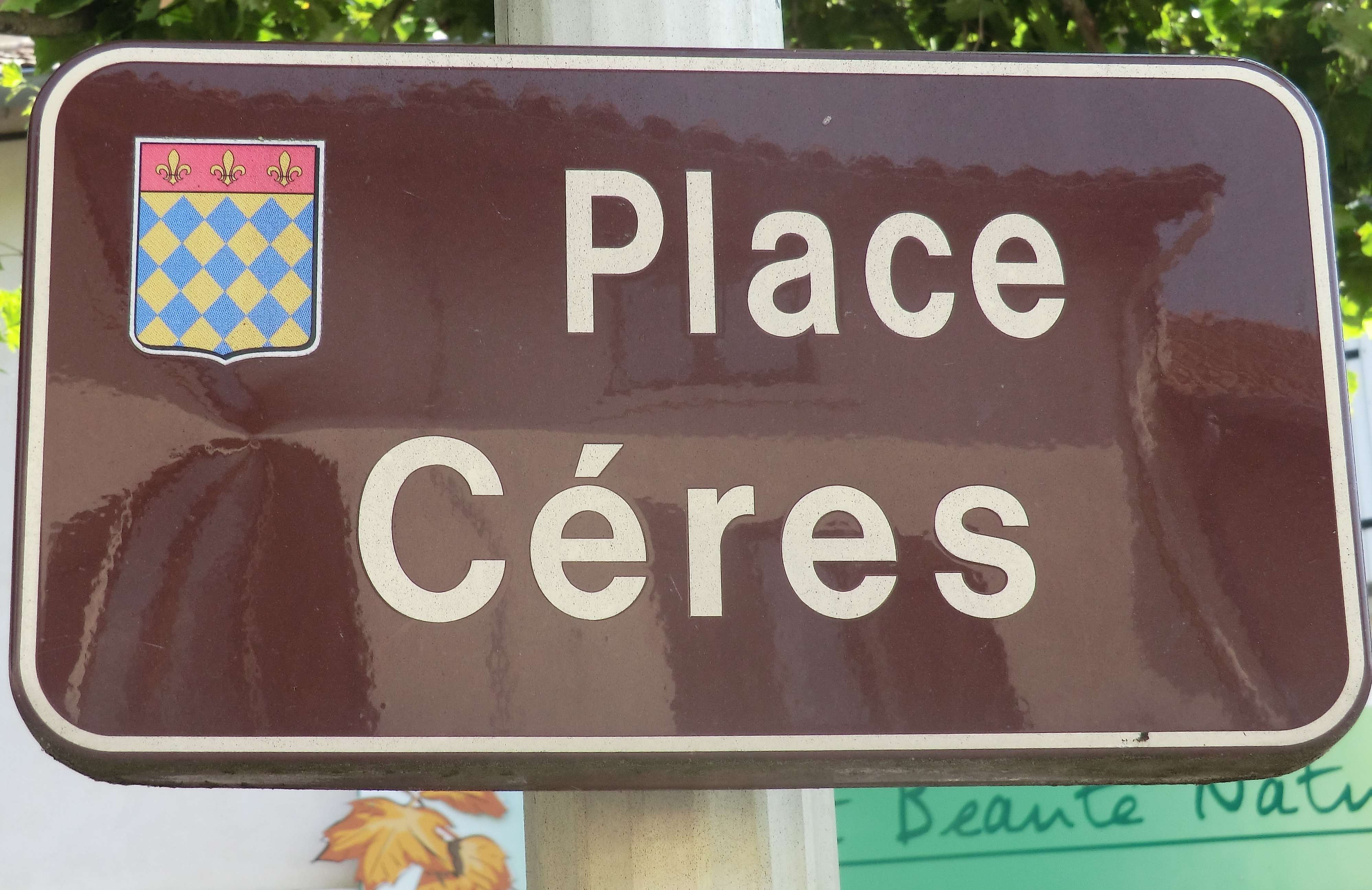
Place Cérès.

Du Moyen Âge, on distingue encore deux vestiges :
- la motte ou « poype de Gravains » dont les nobles sont cités depuis 1325[41]. Elle est le dernier vestige du château qui s'élevait à cet emplacement. Le château était déjà en ruines en 1523, et à la fin du XIXe siècle, il n'en subsistait plus que quelques pans de murs exploités comme carrière à briques[40] ;
- une seconde poype est visible à La Motadet (à 3 km au nord du bourg)[14],[41]. En 1277, Béatrix, rend hommage à Louis de Beaujeu pour la domus dicte ly Motadays et pertinentiarium et appenditiarum. En 1337, le château et la seigneurie de la Mottadet font partie du fief de Marguerite, dame de Saint-Triviers, sous la suzeraineté du sire de Beaujeu.

La mairie (située près de l'église) date du milieu du XIXe siècle : les adjudicataires étaient les frères Ramuet et l'architecte était Christot (de Lyon). Le groupe scolaire situé à l'entrée sud-ouest date de 1882. Son architecte est Genety (Lyon). Une école libre a également existé à Villeneuve au début du XXe siècle. Elle était près de l'église et administrée par les sœurs du collège Saint-Joseph de Bourg-en-Bresse. Par la suite, le bâtiment a été transmis à l’évêché puis est devenu salle communale.
Une pompe publique est située près de l'église sur la place du village. Elle était surmontée d'une statue originale de la déesse romaine Cérès, d'une hauteur de 140 cm volée en 1996. L'ensemble date des années 1866-1867 et a été réalisé par l'architecte Carret de Trévoux.
Outre le monument aux morts, réalisé par Delaye de Fareins, un autre mémorial se trouve à Villeneuve : celui de l'exécution de résistants de 1944 sur son lieu exact à la sortie du village en direction de Saint-Trivier-sur-Moignans. Il est appelé localement, monument aux morts de Boye,.

### Monuments religieux

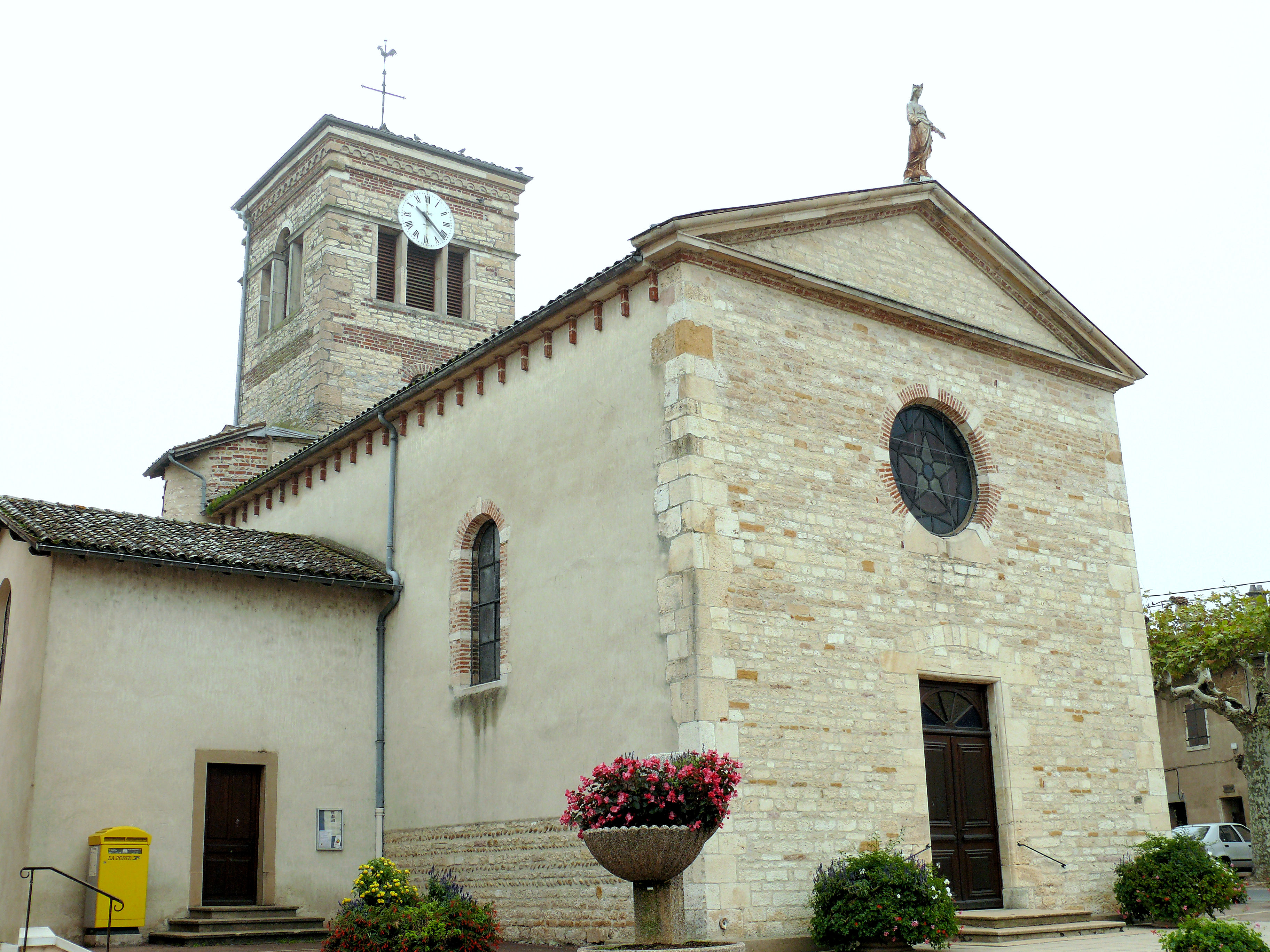
L'église paroissiale Sainte-Madeleine.

L'église Sainte-Madeleine de Villeneuve du XIXe siècle, dont la construction a commencé en 1832 a remplacé une première église jugée trop exiguë. À la suite de la Révolution française, elle a remplacé d'autres lieux de culte, notamment la chapelle de Chanteins du XIe siècle située au hameau de Chanteins, à l'est de la commune. En 2014, elle accueille traditionnellement une messe par an, le 15 août. L'église Sainte-Madeleine a également remplacée certains des édifices aujourd'hui détruits.
Sept croix sont répertoriées sur le territoire communal. Quatre d'entre elles ont été restaurées en 1997 : les deux de Chanteins, celle d'Agnereins et celle d'Ouroux : la croix de mission du cimetière (1868), la croix en pierre d'Ouroux, la croix en pierre du Mortier, la croix en pierre d'Agnereins, la croix en pierre devant la chapelle de Chanteins (1825), la croix en pierre de Chanteins (croisée des chemins) et la croix en métal proche du monument aux morts.

#### Monuments religieux détruits
L'église Saint-Jacques-le-Majeur d'Agnereins dépendait originellement du prieuré de Montberthoud. Elle fut détruite en 1832 au moment de la reconstruction de l'église Sainte-Madeleine de Villeneuve.
L'église Saint-Martin d'Ouroux est mentionnée dès 969-970 (chartes de Cluny). En 1700, elle est répertoriée comme étant en bon état. Elle est vendue le 30 thermidor an IV (17 août 1796) à J-M Odet d'Agnereins pour 431 livres.
La chapelle saint-Denis de la Motadès est citée en 170[Quoi ?] comme une chapelle domestique de la paroisse d'Agnereins.
La chapelle rurale saint-Pierre, située au nord de Villon, est dédiée au pèlerinage contre les fièvres. Elle est vendue le 25 ventôse an V (15 mars 1797) à Nicolas Descollonges d'Agnereins pour 44 livres.
La chapelle de la maison forte de Villon est citée en 1654 et déplacée en 1710.

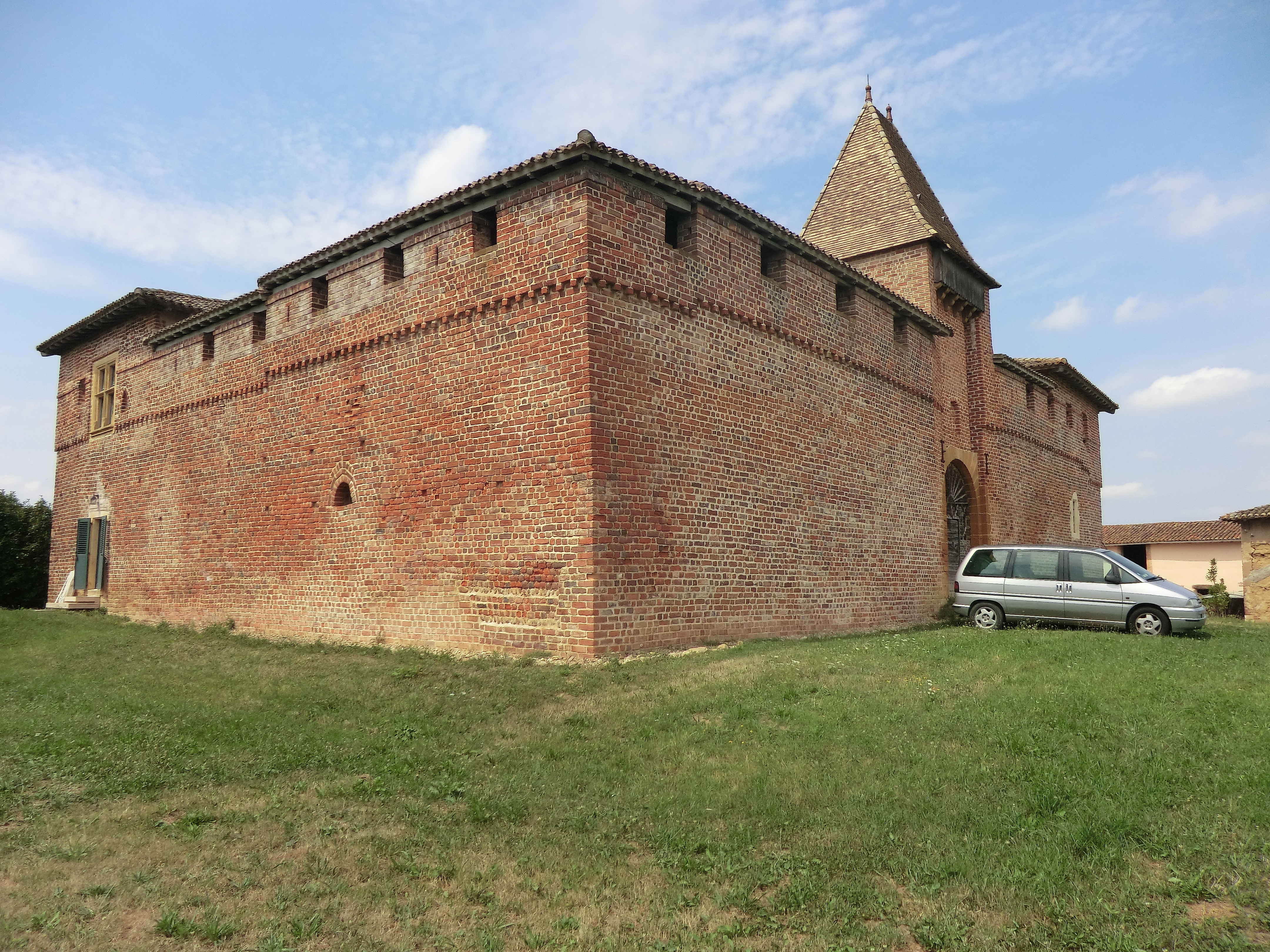
La maison forte de Villon.
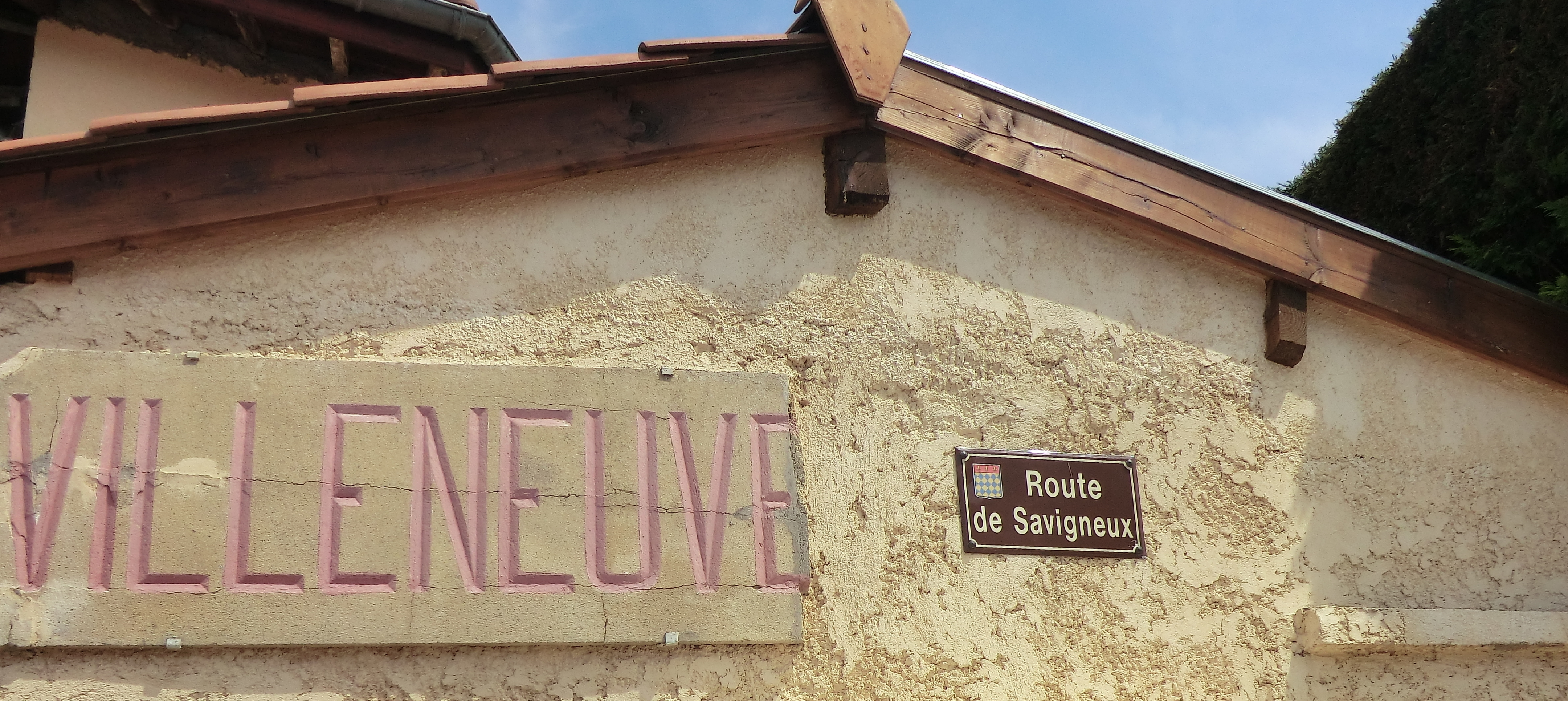
Plaque « Villeneuve » à Villeneuve.
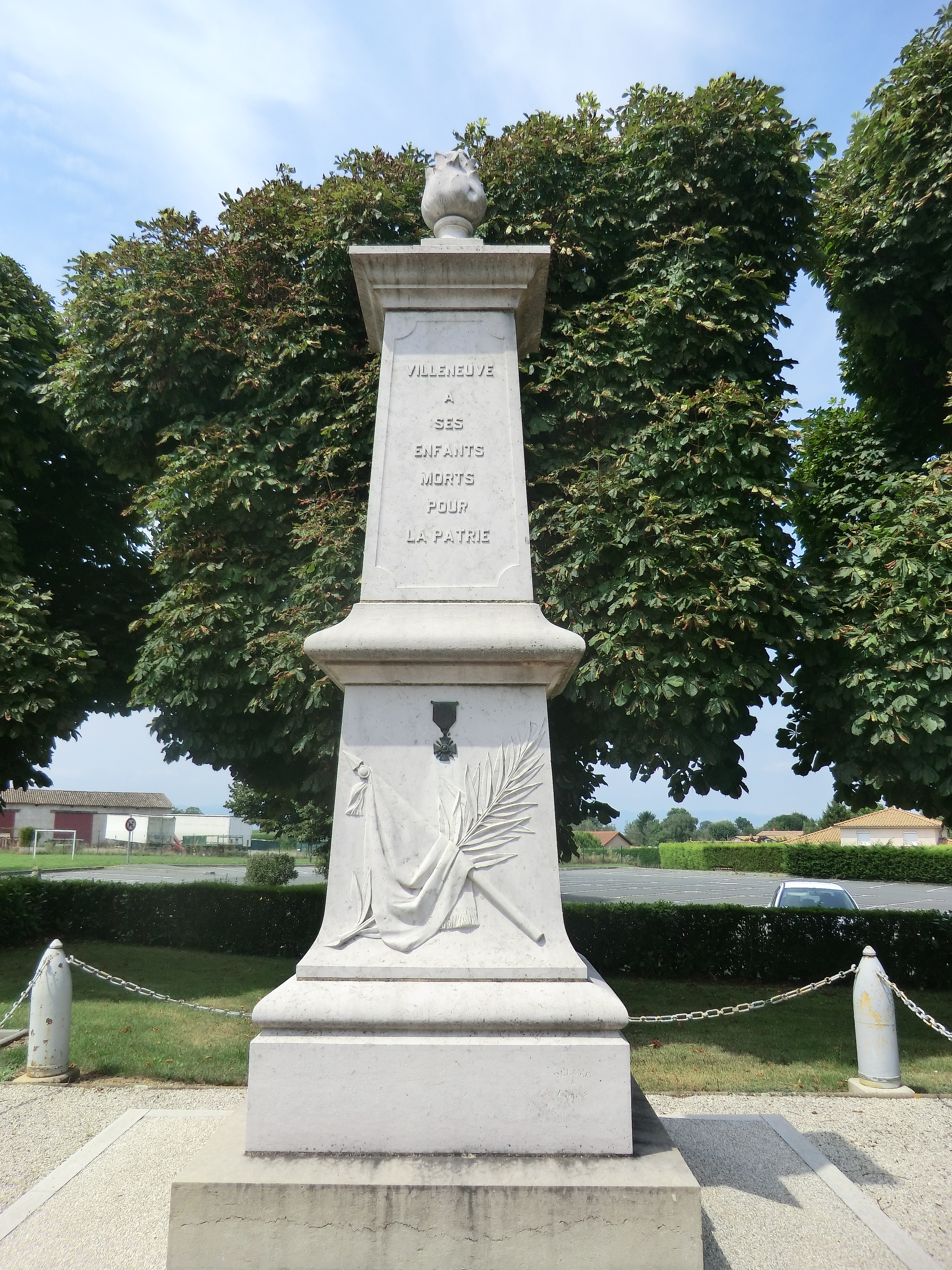
Monument aux morts de Villeneuve.
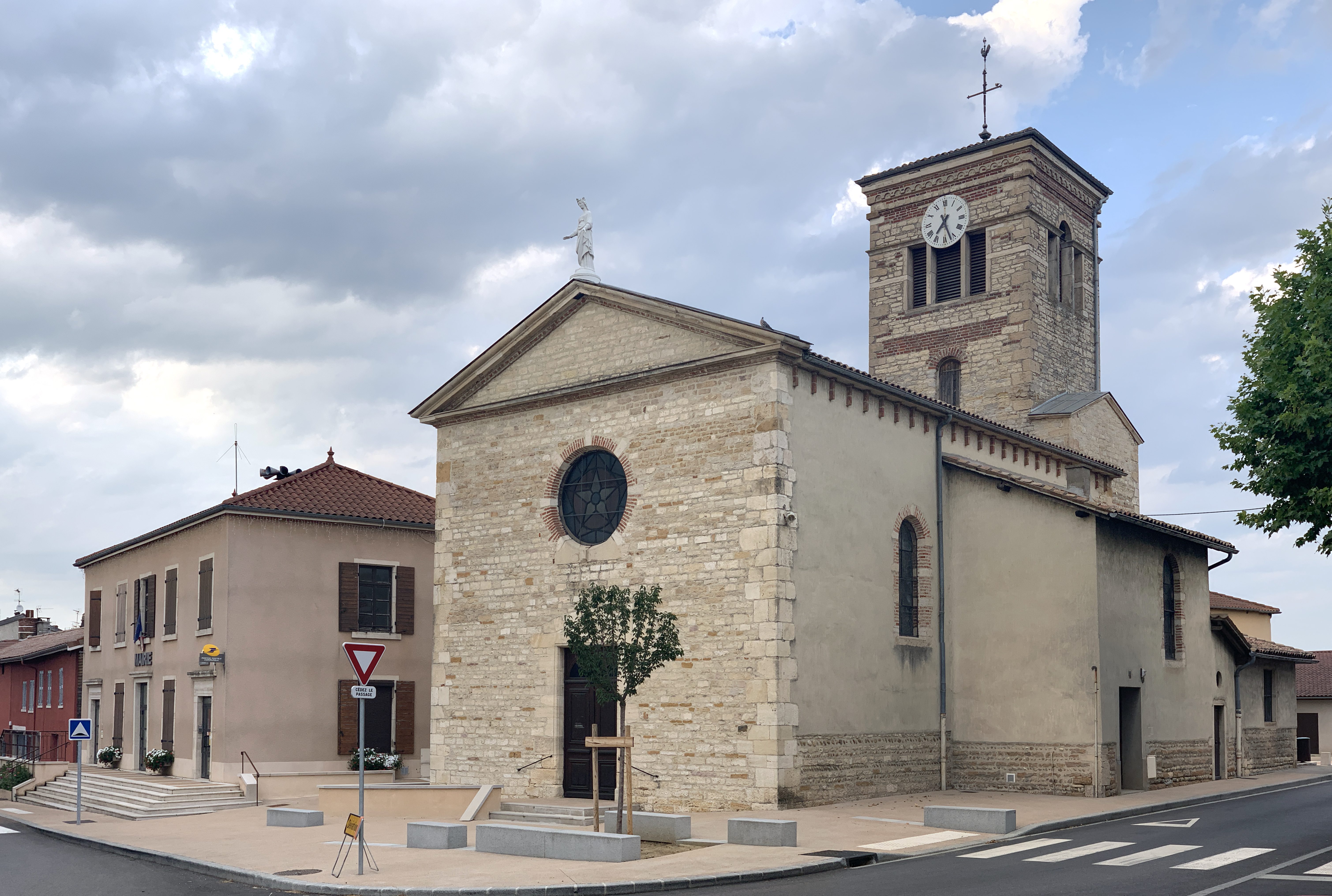
L'église à côté de la mairie.

#### Patrimoine naturel

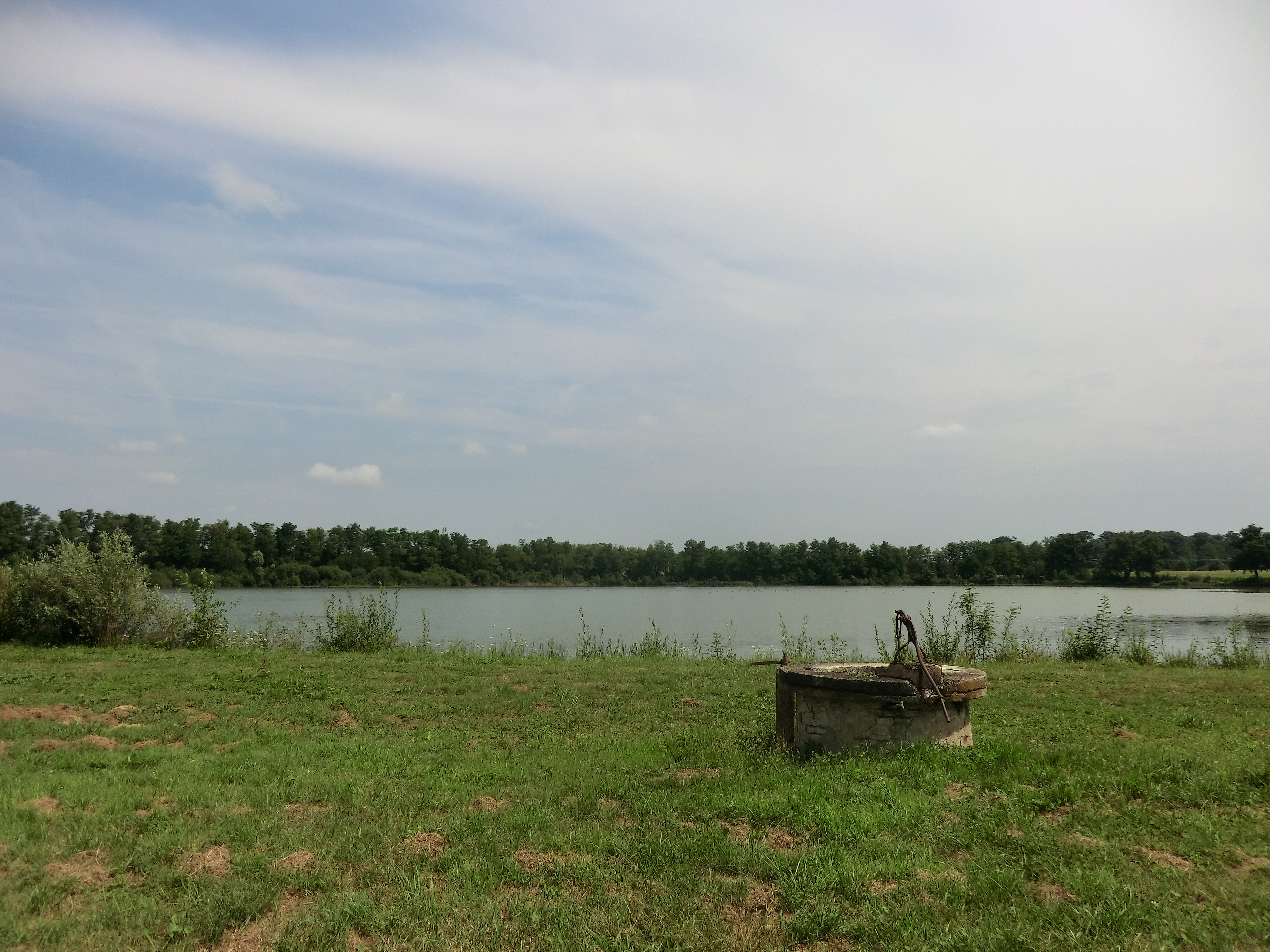
Étang de la Maison-forte de Villon.

Une quinzaine d'étangs (typiquement dombistes) parsèment le territoire communal dont les étangs Fossard, Graveins, Poulieu, Nattet, Grand Ormet, Les Ardilleux, Le Motadet. Au XVIIIe siècle, on en dénombrait une trentaine sur le même territoire.
En 2014, la commune de Villeneuve bénéficie du label « ville fleurie » avec « une fleur » attribuée par le Conseil national des villes et villages fleuris de France au concours des villes et villages fleuris.

### Personnalités liées à la commune
- Jean Gouailhardou (1911-1944) et René Leynaud (1910-1944), résistants, y ont été fusillés par les Allemands, le 13 juin 1944.
- L'abbé Chambart (1829-1894), curé de Villeneuve et historien local[5]. Il est enterré au cimetière communal[5].

### Héraldique
| Blason de Villeneuve | Blason  | Losangé d’or et d’azur ; au chef de gueules chargé de trois fleurs de lis d’or. |
| Blason de Villeneuve | Détails | Le statut officiel du blason reste à déterminer.                                |